# Wu Min-sia
Wu Min-sia (čínsky: 吴敏霞, pinyin: Wú Mǐnxiá; * 10. listopadu 1985, Šanghaj) je bývalá čínská skokanka do vody skákající zejména na třímetrovém prkně, sólově i synchronně. Získala sedm olympijských medailí, z toho pět zlatých, jednu stříbrnou a jednu bronzovou. Čtyři zlaté jsou ze skoku ve dvojicích (2004, 2008, 2012, 2016), jedna ze sólového skoku (Londýn 2012). Tato bilance z ní činí nejúspěšnější skokanku do vody v historii olympijských her. Je též nejúspěšnějším čínským olympijským sportovcem a nejstarší skokankou do vody, která získala olympijské zlato (ve třiceti letech). Je také osminásobnou mistryní světa.